# Lanza Internacional
Lanza Internacional es una banda de rock chileno-mexicana formada en el año 2017 en la Ciudad de México. El grupo se encuentra compuesto por Ricardo Nájera y los hermanos Francisco y Mauricio Durán (miembros de Los Bunkers) presentándose en un formato power trio.
En su primer disco homónimo del 2017, se caracterizaban por un estilo energético y directo, claramente influenciado por los años 80s, específicamente por el new wave y post-punk de la época, notándose un mayor uso de sintetizadores y sonidos más electrónicos y modernos.
Su segundo disco Frente se desliga del sonido new wave ochentero, estando más cargado hacia un pop rock radial.

## Historia
La banda presentó su primer single “Mala Fama” en agosto del 2017, la que comenzó a rotar en diferentes radios chilenas. En octubre hacen un lanzamiento doble con el sencillo “Corredor” y “Tomar el sol” dando más muestras del disco homónimo que se lanzó en noviembre del 2017. Editado por República Independiente de Música Popular, su propio sello, el disco Lanza Internacional es un decálogo de canciones que promedian los 4 minutos. El disco inmediatamente se convirtió en una de las producciones destacadas del año por la prensa y crítica especializada, abriendo paso a participaciones en importantes festivales como La Cumbre del Rock Chileno, REC Rock en Conce y Lollapalooza Chile 2018.
En 2019 lanzaron un cover de la canción Corazones rojos de Los Prisioneros, como parte del disco tributo “Esta es para hacerte feliz”, donde diferentes artistas de Latinoamérica rinden homenaje a Jorge González.
En el año 2020, publican el sencillo "De Policía a Ladrón", el cual adelantaría su siguiente disco de estudio.El 19 de febrero de 2021 estrenan el sencillo “Un pedazo más de tu corazón”. La banda continuo lanzando sencillos entre 2020 y 2021. El año 2022, lanzan el disco Frente. A diferencia de su disco homónimo del 2017, este nuevo trabajo se aleja del sonido new wave ochentero que caracterizaba a la agrupación. Este trabajo estuvo más cargado hacia un pop rock radial, con canciones que tienen riffs rockeros y líricas más directas, así como una tendencia a la balada pop.
Tras el lanzamiento de este trabajo, en mayo de 2022, Los Bunkers (banda donde participan los hermanos Durán), anunciaron su regreso para marzo de 2023 con dos conciertos en Santiago de Chile. El regreso de la banda se materializó con la gira que llevó por nombre "Ven Aquí", con la cual vino también el lanzamiento del disco Noviembre. Tras esto, no ha habido actividad de Lanza Internacional y se desconoce la continuidad del proyecto.

## Miembros
- Francisco Durán - Voz principal, guitarra, sintetizadores
- Mauricio Durán - Voz, bajo
- Ricardo Nájera - Batería

## Discografía

### Álbumes de estudio
- 2017 - Lanza Internacional
- 2022 - Frente

### Sencillos
- 2017 - «Mala fama»
- 2017 - «Tomar el Sol»
- 2017 - «Corredor»
- 2018 - «Huellas digitales»
- 2019 - «Remar hacia atrás»
- 2019 - «Corazones Rojos: Tributo a Jorge González»
- 2020 - «Cordel»
- 2020 - «Despertar» ft. Andrew Innes
- 2020 - «De policía a ladrón»
- 2021 - «Un pedazo más de tu corazón»
- 2021 - «Déjà Vú» ft. Andrew Innes
- 2021 - «Sin condiciones» ft. Cancamusa
- 2022 - «Mientras duermes» ft. Juliana Gattas